# محمية الفاية
محمية الفاية هي أول محمية طبيعية جيولوجية. أعلنت المنطقة محمية طبيعية في العام 2007. إلى جانب كونها متحفاً جيولوجياً مفتوحاً للحفريات الحديثة والمتوسطة، وتعد امتداداً لبرامج التنمية المستدامة لبيئة المنطقة التي تحظى باهتمام بالغ في إمارة الشارقة بكاملها. اكتسبت محمية جبل الفاية أهميتها البيئية، وفق تقرير للمكتب الإعلامي لحكومة الشارقة، من موقعها الجغرافي كبيئة جبلية، وضمن أحد أبرز المواقع الأثرية في الشارقة، وهو جبل الفاية، الذي اكتشفت فيه ملتقطات تشبه بقايا الفخار، شكلّت فتحاً جديداً في عالم الآثار، وتاريخ الجنس البشري وإمارة الشارقة.

## الموقع الجغرافي
تقع في المنطقة الوسطى / مليحة التابعة لإمارة الشارقة، وتبلغ مساحتها 36.6 كم مربع.

## مميزات النظام البيئي
يتميز نظامها البيئي بأنه ذو طبيعة جبلية صخرية، وبوجود الأحافير البحرية والتي عاشت قبل 70 مليون سنة حيث كانت شبه الجزيرة العربية مغمورة بالمياه الضحلة في حقب الحياه القديمة، ومن أهم الحفريات النميولايت والأمونايت والمراجين الرباعية والثلاثية والتي تحتوي على المعادن مثل الكرومايت والكالسايت كما تتميز بوجود بعض القوارض والزواحف التي تقطنها.

## جبل الفاية
يعتبر جبل الفاية أحد أبرز المواقع الأثرية في الشارقة، حيث اكتشفت فيه ملتقطات تشبه بقايا الفخار، شكلّت فتحاً جديداً في عالم الآثار، وتاريخ الجنس البشري وإمارة الشارقة.
تاريخ كبير يمثل جبل الفاية، إضافة إلى أهميته البيئية، كونه معلماً عالمياً في المنطقة؛ حيث كشفت أعمال التنقيب في 2010، عن معلومات جديدة ومهمة حول البداية المبكرة لتاريخ جنوب شرق الجزيرة العربية، التي تعود إلى العصر الحجري القديم - 120 ألف عام تقريباً- وينطوي الدليل الجديد الذي حاز اهتماماً عالمياً فيما يتعلق بانتشار أوائل الجنس البشري من مراكز تطوره في شرق إفريقيا، باتجاه جنوب آسيا وما ورائها، وتؤكد الفرضية القائلة إن المسار الجنوبي إلى خارج إفريقيا كان على امتداد الشواطئ الشرقية لشبه جزيرة العرب، وعبر مضيق هرمز، وبذلك أضاف الدليل الحديث الذي تم اكتشافه، كثيراً من التفاصيل إلى المعلومات المتوفرة حول الفترة الزمنية التي استعمل فيها هذا الطريق من قبل أوائل البشر. وتركز موسم التنقيب المذكور على 3 مواقع بالقرب من مليحة؛ حيث إن اثنين من المواقع أطلق عليهما NE 10-15، يعودان للعصر الحجري الحديث، وأنتجا دليلاً جديداً حول جوانب الحياة والموت خلال الألفين السادس والخامس ق.م. وينضم جبل الفاية إلى القسم الأخير من سلاسل وأنواع الجبال بالدولة، وهي الجبال المنعزلة والتلال الالتوائية، التي تقع غرب سلسلة جبال الحجر بشكل منعزل وبارزة، وحدها. وهي سلسة جبال حديثة التكوين بالنسبة لباقي الجبال، صغيرة الارتفاع، وتصل إلى 400م كأقصى ارتفاع، وتضم السلسلة الأولى الجزء الشمالي من كتلة رؤوس جبال الدولة، التي تضم أعلى الارتفاعات، وتنفرد فيها في الشكل والتكوين. أما القسم الثاني، فهو القسم الأوسط من إقليم الجبال لكتلة جبال المنطقة الشرقية، ارتفاعها يفوق 1000م، ومنها جبل حتا.

## هيئة البيئة والمحميات الطبيعية
تنظم هيئة البيئة والمحميات الطبيعية سنوياً ملتقيات وفعاليات، تقدم من خلالها الأحافير الموجودة في جبل الفاية، مثل: أحفورة النوموليت والقوقعة، ذات المصراعين، والقنفذ البحري، وأحفورة اكتونيلا والدودست.
ويركز المتحف على موضوع الأحافير البحرية القديمة، بهدف توفير المعلومات العلمية لطلبة المدارس والزوار، وكيفية تكونها منذ مئات وآلاف السنين، إضافة إلى تعزيز الثقافة العلمية والمعلوماتية، عن بيولوجية معظم الأحافير وطبيعتها التي تتكون أصلاً من بقايا نباتات، أو حيوانات طمرت في الرسوبيات.